# Xian de Qingyun
Le xian de Qingyun (庆云县 ; pinyin : Qìngyún Xiàn) est un district administratif de la province du Shandong en Chine. Il est placé sous la juridiction de la ville-préfecture de Dezhou.

## Démographie
La population du district était de 289 986 habitants en 1999.